# Dietmar Burdinski
Dietmar Burdinski (* 4. Mai 1959 in Köln; † 21. Juli 2010 in Berlin) war ein deutscher Autor und Comedian.

## Leben und Werk
Burdinski arbeitete nach Realschulabschluss, Polizeiausbildung, Fachabitur und BWL-Studium kurzzeitig als Computerverkäufer. 1990 begann er mit dem Schreiben von Comedy-Programmen und gehörte 1992 zu den ersten Solokünstlern im Hamburger Quatsch Comedy Club. 1999 erschien sein einziges Buch Der Letterman im Ullstein-Verlag. Er arbeitete im Produktionsteam von Dittsche, schrieb für Rainald Grebe, Olaf Schubert, Rolf Miller und viele andere.
Zum Andenken an Burdinski erschien 2012 das Buch Dietmar (Verlag Voland & Quist) mit Beiträgen von Olli Dittrich, Thomas Hermanns, Bastian Pastewka, Jess Jochimsen, Michael Mittermeier und anderen. Das Bier bei Dittsche heißt Burdinski Bräu.